# Rhododendron eclecteum
Rhododendron eclecteum är en ljungväxtart som beskrevs av Isaac Bayley Balfour och Forrest. Rhododendron eclecteum ingår i släktet rododendron, och familjen ljungväxter. Utöver nominatformen finns också underarten R. e. ex.